# Alpine A220
La Alpine A220 è una vettura sport-prototipo da competizione costruita dalla casa automobilistica francese Alpine-Renault nel 1968.

## Contesto
Dopo la drammatica fine dell'edizione del 1967 della 24 ore di Le Mans, il regolamento riguardante gli sport-prototipo venne cambiato ponendo il limite massimo dei motori sui 3 litri. Ciò metteva fuori discussione del competere sia le vetture Ferrari che quelle Ford, e fu per questo motivo che la casa francese tentò il salto di qualità con la A220.

## Tecnica
Basandosi su di un propulsore Renault-Gordini 1.5, la Alpine ne elaborò una versione potenziata a 3.0 che prese il nome di Renault-Gordini T62 90º V8. Dalla potenza di 310 cv, tale motore era alimentatato da quattro carburatori Weber ed era gestito da un cambio manuale a cinque rapporti di marca ZF. 
Il telaio era tubolare, mentre le sospensioni erano a bracci trasversali con molle elicoidiali coassiali. 
Il design venne ripreso dalla Alpine A110.

## Risultati sportivi
Le gare non andarono bene alla A220, in quanto riuscì a vincere solo alcune competizioni minori in Francia e alla 24 ore di Le Mans, a causa di vari problemi di affidabilità, riuscì a classificarsi solamente ottava assoluta.